# Олтаржевський Федір Мефодійович
Олтаржевський Федір Мефодійович (1868 або 1869 , Київ  — не раніше 1918 , Київ ) — київський архітектор, цивільний інженер.

## Біографія
Дата та точне місце народження архітектора невідомі. Враховуючи дату закінчення вищого навчального закладу, можна зробити припущення, що народився він близько 1868 або 1869 року.
Середню освіту здобув у Київському реальному училищі.
З прибл. 1888 р. навчався у Петербурзькому Інституті цивільних інженерів, яке закінчив 1895 року.
У червні 1895 — липні 1897 року викладав будівельне мистецтво та залізничну справу у Миколаївському залізничному училищі.
З лютого 1898 р. по лютого 1904 р. був виконавцем робіт будівельного відділення Єлисаветградського губернського правління.
1904 року переїхав до Києва, у 1904—1910 рр. працював архітектором Київського навчального округу.
З травня 1914 р. до березня 1916 р. виконував обов'язки земського інженера Ямпільського повітового земства. У 1916 р. був мобілізований на військову службу.
По завершенню війни повернувся у Київ.
Остання насьогодні відома згадка про архітектора датована 1918 роком, коли він серед 32 інших архітекторів подав заяву на зайняття посад міських архітекторів.

## Стиль
Використовував стильові форми історизму та модерну.

## Зведені будинки
- Прибутковий будинок Я.Файбишенка на вул. Володимирській № 81 (1907 р.),
- Прибутковий будинок Я.Файбишенка на вул. Володимирській № 92/39 (1908 p.),
- Прибутковий будинок Г. Кірхгейма і В. Мозерта на вул. Лютеранській № 32-а (1909 p.),
- Синагога Галицького єврейського товариства на вул. Жилянській № 97 (1909 - 1910 рр.),
- Прибутковий будинок Я.Файбишенка на вул. Володимирській № 68 (1910 р.),
- Флігель на у садибі на вул. Саксаганського № 125 (1910 p.),
- Флігель у садибі на вул. Лютеранській № 8 (1910 - 1911 pp.),
- Прибутковий будинок на вул. Саксаганського № 12 (1913 р.).

## Адреси у Києві
- вул. Рейтарська № 19 (1904 - 1907),
- вул. Рейтарська № 35 (1908 - 1909),
- вул. Володимирська № 19 (1910 - 1911),
- Рильський пров. № 6 (1912),
- вул. Столипінська (тепер Олеся Гончара) № 40 (1914; після 1917).